# Schwarzhorn (chaîne de l'Albula)
Pour les articles homonymes, voir Schwarzhorn.
Le Schwarzhorn (littéralement « corne noire »), ou Flüela Schwarzhorn, est une montagne suisse de la chaîne de l'Albula dans les Alpes rhétiques. Elle se trouve dans le canton des Grisons à deux kilomètres au sud du col de la Flüela. Ce sommet doit son nom à la pierre sombre d'amphibolite qui le compose.